# 美祢祖父ヶ瀬中継局
美祢祖父ヶ瀬中継局（みねおじがせちゅうけいきょく）は、山口県美祢市に置かれていたテレビ中継局である。

## 概要
美祢市大嶺町西分の南大嶺駅西方高地に置かれ、桜山（美祢テレビ中継局）からの電波が届きにくい祖父ヶ瀬集落をカバーしていた。
山口朝日放送（yab）開局以降、有線テレビ（美祢市有線テレビ）や共同受信設備を経由して視聴する世帯が多くなり、次第にこの中継局を受信する世帯が少なくなった。そのため、デジタル中継局ではどの局も置局せず、アナログ放送終了と同時に廃止された。詳細は地上デジタルテレビ放送中継局ロードマップを参照。

## 地上アナログテレビジョン放送設備
| 放送局名      | チャンネル | 空中線電力          | ERP                  | 放送対象地域 | 放送区域内世帯数 | 偏波面   | 開局年月日    | 閉局年月日    |
| ------------- | ---------- | ------------------- | -------------------- | ------------ | ---------------- | -------- | ------------- | ------------- |
| NHK山口総合   | 42ch       | 映像100mW /音声25mW | 映像680mW /音声170mW | 山口県       | 不明             | 水平偏波 | 不明          | 2011年7月24日 |
| NHK山口教育   | 36ch       | 映像100mW /音声25mW | 映像680mW /音声170mW | 全国         | 不明             | 水平偏波 | 不明          | 2011年7月24日 |
| KRY山口放送   | 46ch       | 映像100mW /音声25mW | 映像680mW /音声170mW | 山口県       | 不明             | 水平偏波 | 不明          | 2011年7月24日 |
| tysテレビ山口 | 48ch       | 映像100mW /音声25mW | 映像680mW /音声170mW | 山口県       | 不明             | 水平偏波 | 1982年2月16日 | 2011年7月24日 |

- KRY・TYSの開局は、1982年2月16日である。
- yab山口朝日放送にはチャンネルが割り当てられていなかった。